# Cyclophora azorensis
Cyclophora azorensis là một loài bướm đêm trong họ Geometridae.